# 东莞润楠
东莞润楠（学名：Machilus longipes），为樟科润楠属下的一个植物种。其种加词“Longipes”意为“长梗的”，“长柄的”。